# Tyler Pope
Tyler Pope (* 1977) je americký hudebník – multiinstrumentalista. Je dlouholetým spolupracovníkem Jamese Murphyho v jeho projektu LCD Soundsystem. Podílel se na jeho albech LCD Soundsystem (2005), Sound of Silver (2007), This Is Happening (2010) a American Dream (2017). Je rovněž spoluautorem několika písní, včetně „All My Friends“. Rovněž byl členem kapely !!!, s níž nahrál alba !!! (2001), Louden Up Now (2004), Myth Takes (2007) a Strange Weather, Isn't It? (2010). Dále byl členem skupiny Out Hud a spolupracoval s kapelami Jon Spencer Blues Explosion a Cake. Je rovněž zakladatelem hudebního vydavatelství Interference Pattern Records. V roce 2020 vydal sólové extended play nazvané Nur Weil Ich Kann.